# Castell de Norwich
El castell de Norwich (en anglès: Norwich Castle) és una fortificació reial de l'època medieval construïda a la ciutat de Norwich, al comtat de Norfolk a Anglaterra.
Va ser fundada arran de la conquesta normanda d'Anglaterra quan Guillem el Conqueridor (1066–1087) en va ordenar la construcció perquè desitjava tenir un lloc fortificat en la llavors important ciutat de Norwich. S'ha provat que va ser el seu únic castell a East Anglia. És un dels llocs del patrimoni Norwich 12.
El castell ara alberga un museu i una galeria d'art (Norwich Castle Museum & Art Gallery), que té objectes significatius de la regió, especialment troballes arqueològiques.

## Arquitectura

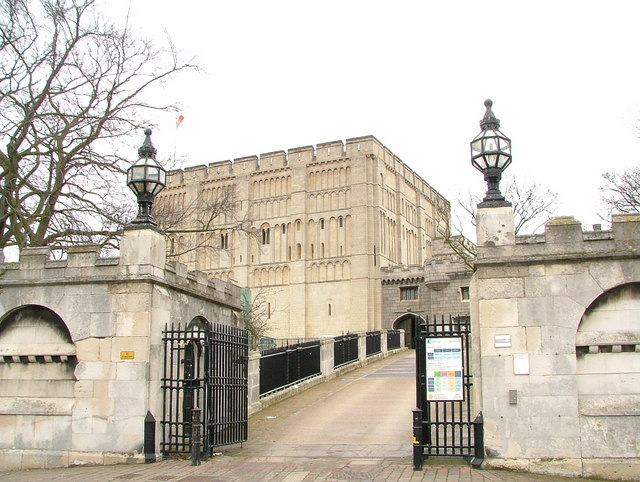
Vista actual del castell de Norwich

G. T. Clark, un antiquari i enginyer del segle xix, va descriure la gran torre de Norwich com «la torre d'homenatge més ornamentada d'Anglaterra».
Està feta amb pedra de Caen sobre un nucli de sílex. La torre d'homenatge té uns 29 m per 27 m i 21 m d'altura, i és del tipus de sala-torre (hall-keep)., S'hi entra a la primera planta amb una estructura externa anomenada la torre Bigod. L'exterior està decorat amb arcs cecs.
El castell de Rising és l'únic castell que té una torrassa comparable. A nivell intern, la fortalesa ha estat buidada de manera que no en queda gens del traçat medieval i hi ha debats acadèmics sobre com hauria sigut. Sembla que tenia un interior complex, amb una cuina, capella, un gran saló de dos pisos, i setze latrines.

## Història

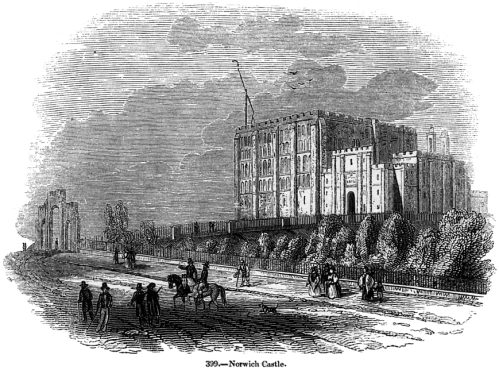
Un gravat de mitjan del castell de Norwich de l'obra Old England: A Pictorial Museum (1845), de Charles Knight.

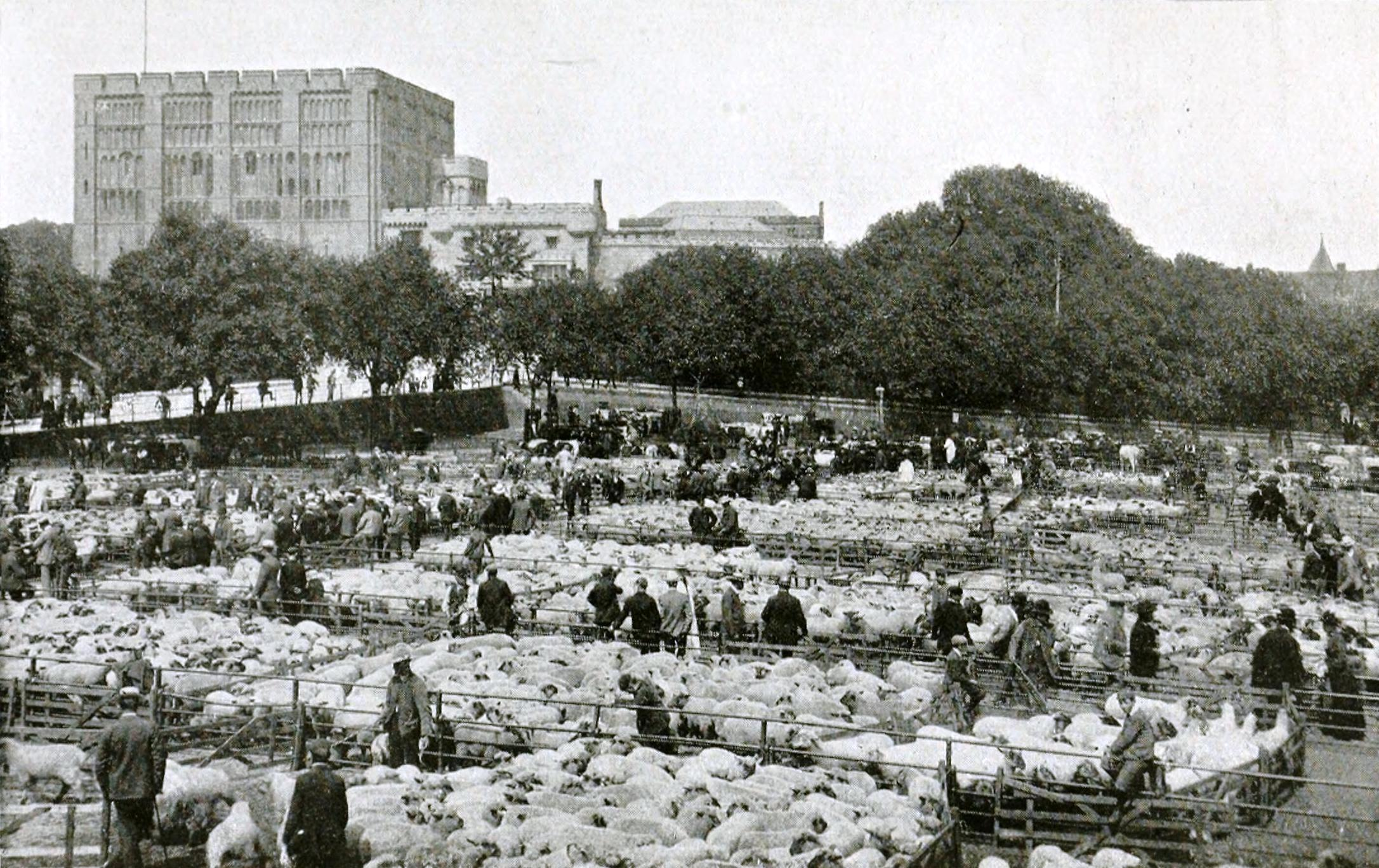
Castell de Norwich i mercat de bestiar a la fi del segle XIX

El castell de Norwich va ser fundat per Guillem el Conqueridor en algun moment entre 1066 i 1075. Al principi va prendre la forma d'un castell de mota i pati. A principi de l'any 1067, Guillem es va embarcar en una campanya per subjugar a East Anglia, i d'acord amb l'historiador militar R. Allen Brown probablement va ser en aquesta època quan va fundar el castell de Norwich. El castell és esmentat per primera vegada l'any 1075, quan Ralph de Gael, comte de Norfolk, es va rebel·lar contra Guillem i Norwich passà a les mans dels seus homes. Es va emprendre el setge, que va acabar quan es va assegurar a la guarnició amb promeses que no es veurien perjudicats.
Norwich és un dels 48 castells esmentats a llibre Domesday Book de 1086. La construcció d'un castell en un assentament preexistent va poder haver requerit la demolició de mantes propietats anteriors, que a Norwich s'han estimat entre 17 i 113 cases. Les excavacions en la dècada de 1970 van descobrir que el pati del castell era damunt un cementiri saxó. L'historiador Robert Liddiard destaca que «fer un cop d'ull al paisatge urbà de Norwich, Durham o Lincoln és ser forçat a recordar l'impacte de la invasió normanda». Fins a la construcció del castell d'Oxford a mitjan segle xii en el regnat d'Enric II, Norwich va ser l'únic castell reial important a East Anglia.
La torre de pedra, que encara es conserva, probablement va ser construïda entre 1095 i 1110. Aproximadament l'any 1100, la mota es va fer més alta i el fossat que l'envolta es va aprofundir. Durant la rebel·lió de 1173-1174, en la qual els fills d'Enric II es van rebel·lar contra ell i van començar una guerra civil, el castell de Norwich va ser posat en estat d'alerta. Hugh Bigod, primer comte de Norfolk, va ser un dels comtes més poderosos que es van unir a la revolta contra Enric. Amb 318 soldats flamencs que van desembarcar a Anglaterra al maig de 1174, i 500 dels seus propis homes, Bigod va avançar cap al castell de Norwich i el va capturar, i va prendre catorze presoners per demanar un rescat. Quan es va restablir la pau més tard aquell any, Norwich va tornar sota control reial.
Els normands van portar jueus a Norwich, que van viure prop del castell. Un culte va ser fundat a Norwich arran de l'assassinat d'un jove, Guillem de Norwich, pel qual van ser culpats els jueus de la ciutat. A la Quaresma de 1190, la violència contra els jueus va esclatar a East Anglia i el 6 de febrer (dimarts de Carnestoltes) es va estendre a Norwich. Alguns van fugir a la seguretat del castell, però els que no ho van fer van ser assassinats. El Pipe Rolls, que registra els expedients de despesa real, anota les reparacions que es van fer al castell en els períodes 1156-1158 i 1204-1205.
El castell va servir com a presó des de 1220, i s'hi van construir edificis addicionals en la part superior de la mota al costat de la torre de l'homenatge. Aquests edificis van ser demolits i reconstruïts entre 1789 i 1793 per sir John Soane i en 1820 es van fer més alteracions. L'ús del castell com a presó va acabar l'any 1887, quan va ser comprat per la ciutat de Norwich que en va fer un museu. La conversió va ser realitzada per Edward Boardman i el museu va obrir les portes l'any 1895.
La construcció previa que hi havia unida a la torre de l'homenatge va ser derrocada l'any 1825. Encara que la torre es conserva, la capa externa s'ha reparat en diverses ocasions, l'última durant els anys 1835-1839 per Anthony Salvin, amb James Watson com a paleta. Van fer servir pedra de Bath. Res dels edificis de la muralla interior o exterior sobreviuen, i el pont original normand sobre el fossat interior va ser reemplaçat al voltant de l'any 1825. Durant la renovació, la torre de l'homenatge va ser totalment recuperada i es va respectar fidelment l'ornamentació original.

## Actualitat

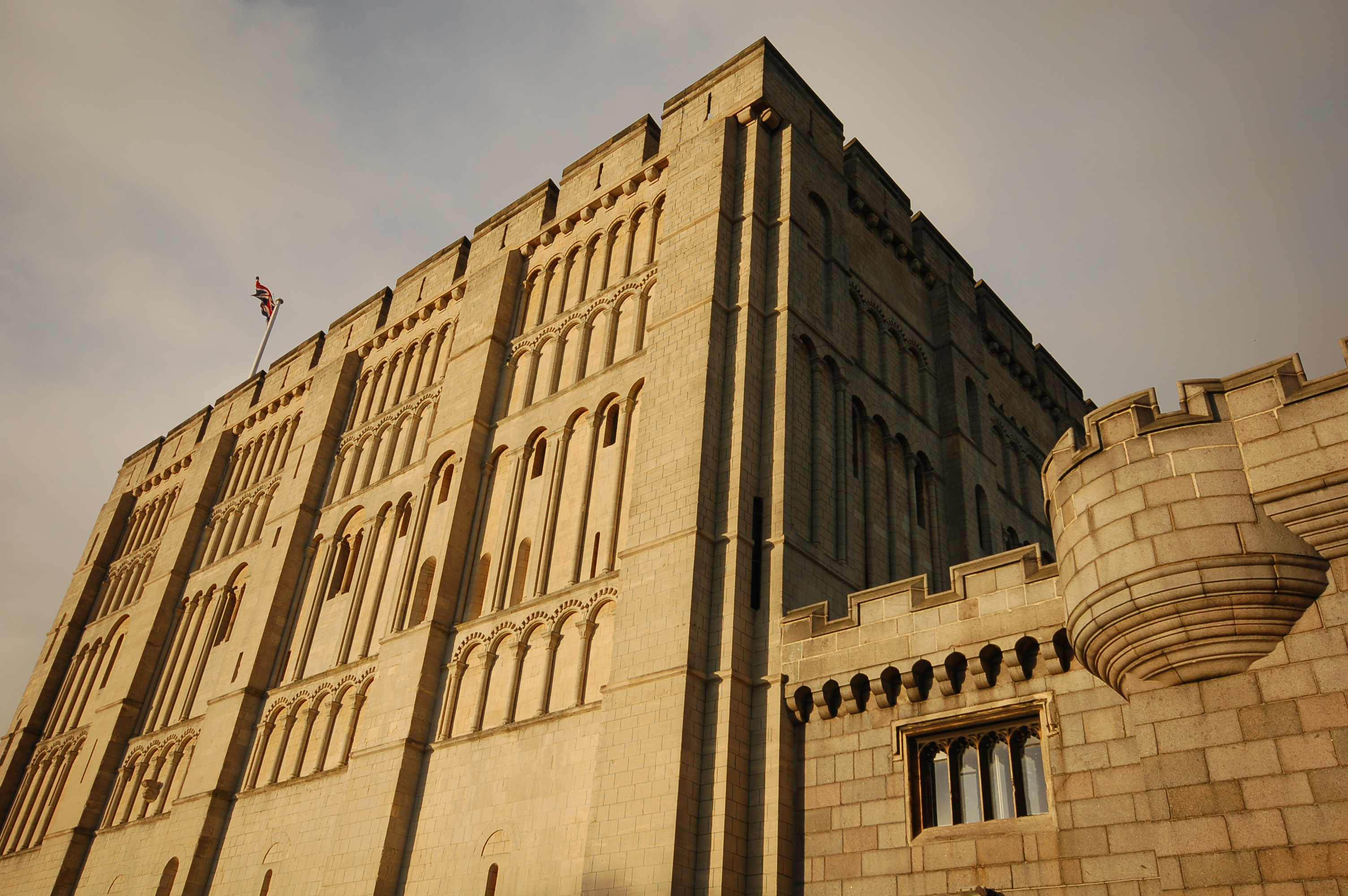
Detall de la torre del castell.

El castell roman ara com un museu i galeria d'art i encara té moltes de les seves primeres exposicions, així com moltes altres més recents. Dues galeries mostren les col·leccions d'arts decoratives del museu, incloent vestuari, tèxtils, joieria, vidre, ceràmica i argenteria, i una gran exposició amb teteres de ceràmica. Altres galeria mostren objectes anglosaxons (incloent el fermall daurat Harford Farm Brooch) i vikings, de la reina Boudica de la tribu els icens, l'antic Egipte i història natural.
Les galeries d'art inclouen obres del segle xvii al segle xx, i inclouen aquarel·les angleses, paisatges holandesos i pintures britàniques modernes. El castell també compta amb una bona col·lecció d'obres de l'artista anversés Peter Tillemans (1684-1734. Dues galeries són dedicades a exposicions temporals d'art modern, història i cultura.
El castell de Norwich és un «monument antic programat» (Scheduled Ancient Monument) i un edifici catalogat grau I. Els visitants poden recórrer el castell i s'informar amb pantalles interactives. També es poden fer excursions independents a la masmorra i els merlets. Encara que no de forma permanent en exposició, una de les col·leccions més grosses és la col·lecció de papallones de Margaret Fountaine. Un artefacte inusual és la costura realitzada per  al començament del segle xx Lorina Bulwer, quan era confinada en una casa de treball..

Obres exposades en el museu
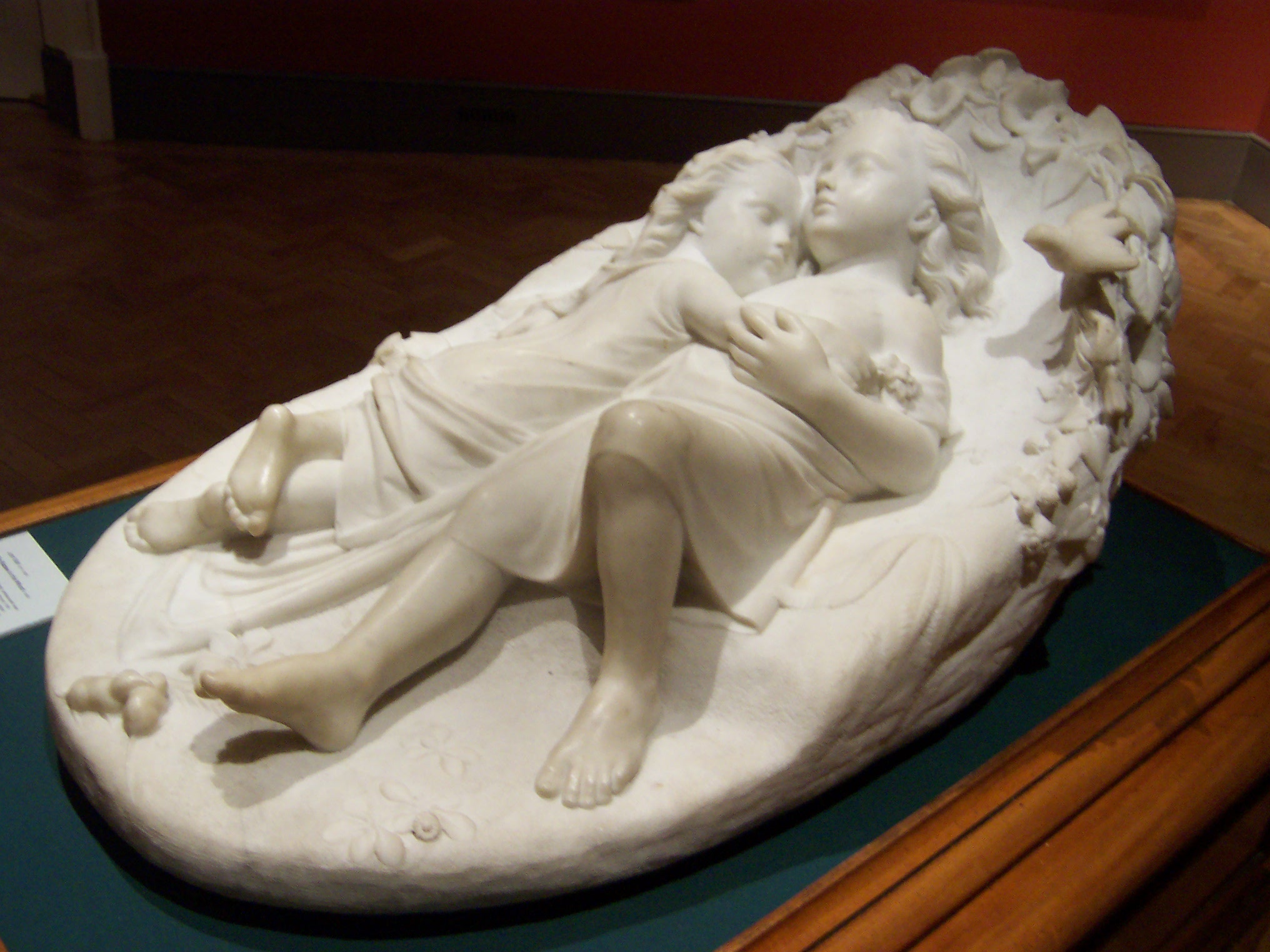
Babes in the Wood (ca. 1842), John Bell (1811-1895)
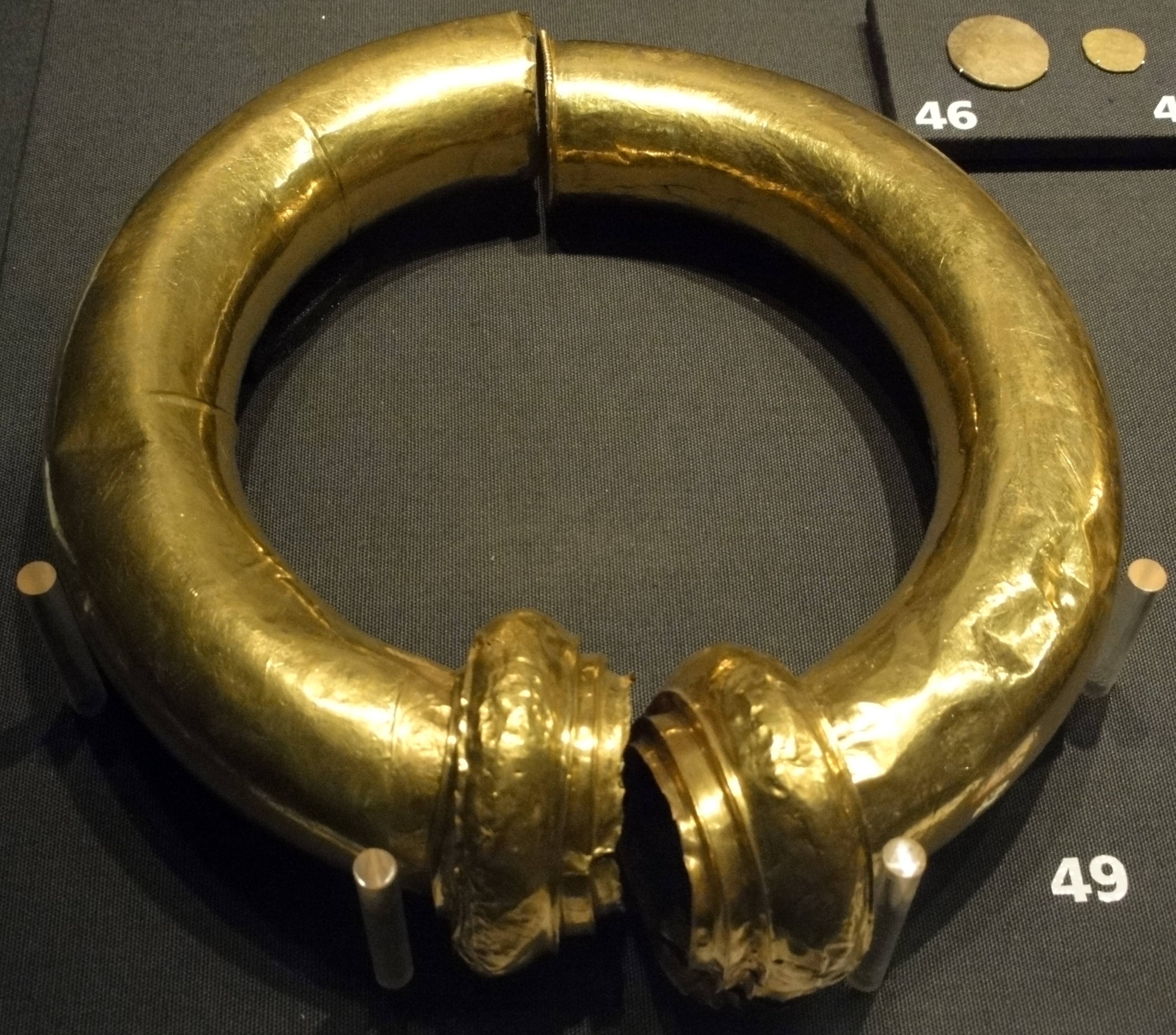
Part del Snettisham Hoard (Tresor)
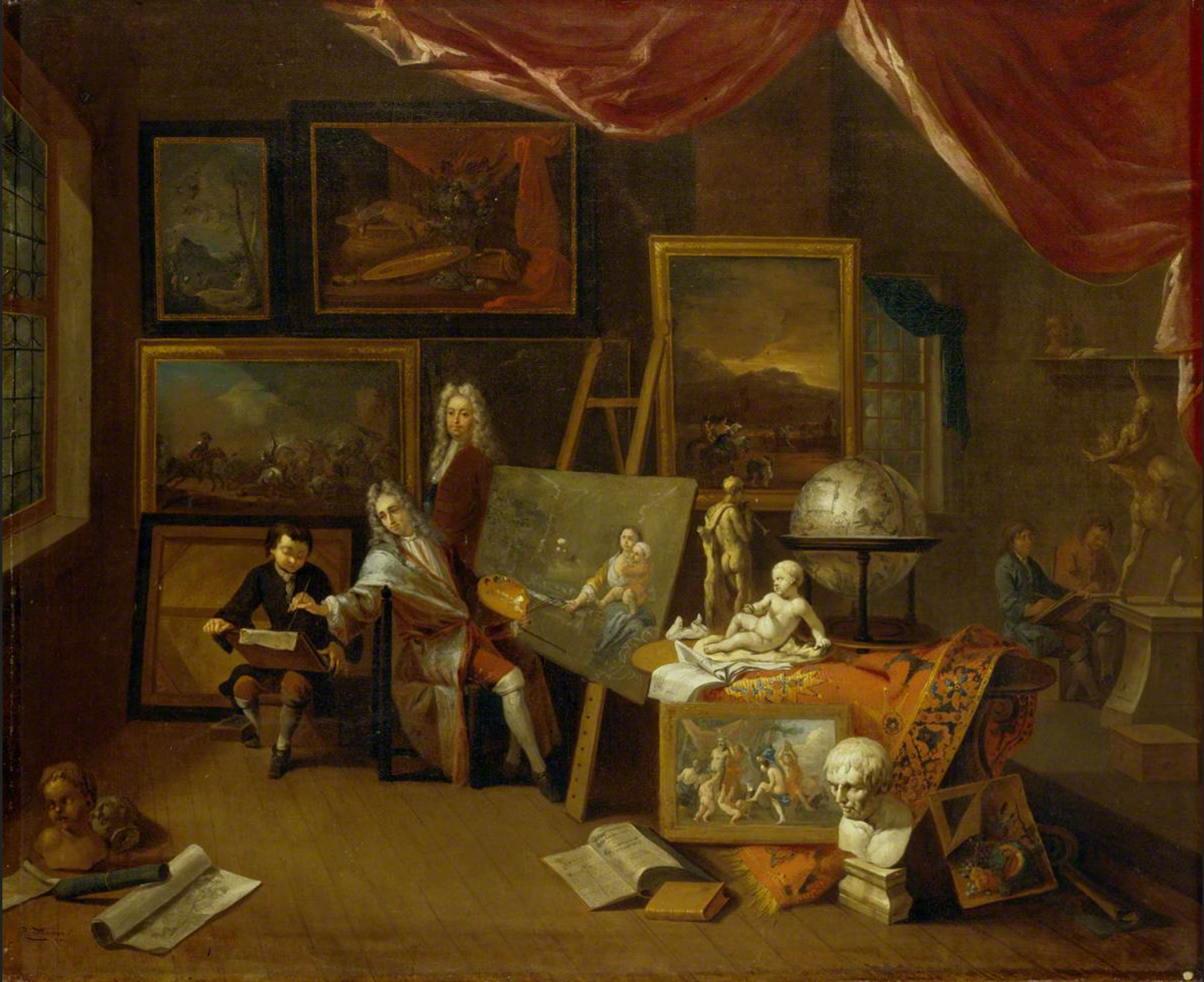
The Artist's Studio (ca. 1716), Peter Tillemans (1684–1734)
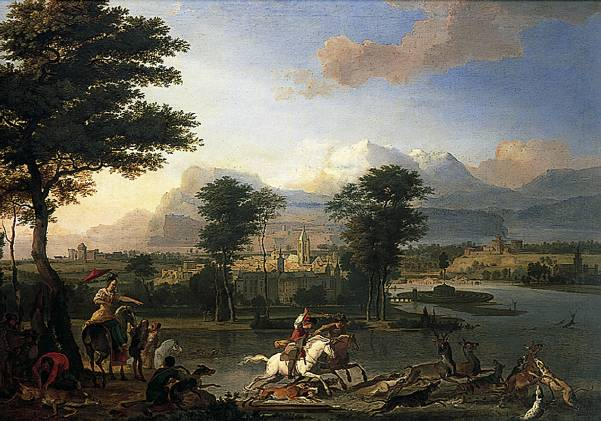
The Stag Hunt, (ca. 1675), Abraham Hondius (1631–1691)
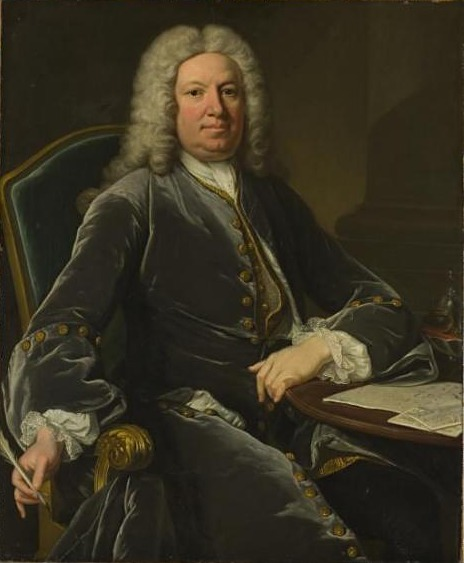
Portrait of Robert Walpole (1676-1745), Jean-Baptiste van Lloo (1684–1745)